# Bussolengo
Bussolengo es un municipio italiano ubicado en la provincia de Verona, en Véneto. Tiene una población estimada, a principios de 2021, de 20.598 habitantes.

## Demografía
| Gráfica de evolución demográfica de Bussolengo entre 1861 y 2021 |
|                                                                  |
| Fuente: ISTAT - Elaboración gráfica a cargo de Wikipedia         |